# Antonio Krastev
Antonio Krastev (em búlgaro:  Антонио Кръстев; 10 de outubro de 1961 – Minnesota, 9 de julho de 2020) foi um búlgaro, campeão mundial em halterofilismo.

## Biografia
Krastev competiu na categoria superpesado (acima de 110 kg) e foi vice-campeão mundial júnior em 1979 e campeão mundial em 1981, em Lignano Sabbiadoro, onde conseguiu um desempenho de 407,5 kg no total (190 no arranque e 217,5 no arremesso).
Ele foi campeão mundial em 1985 (437,5 kg) e em 1986 (460 kg), vice-campeão mundial em 1982 (442,5 kg) e ainda por duas vezes terceiro colocado (1983, 1987).
Ele não foi convocado para os Jogos Olímpicos de 1980 e de 1988, e em 1984 a Bulgária seguiu o boicote soviético aos Jogos de Los Angeles.
Antonio Krastev mais tarde se aposentou do levantamento de peso na Bulgária e se mudou para a cidade de Nova York, onde encontrou emprego como segurança de boate. Ele começou a treinar, como seu próprio treinador, na academia de levantamento de peso do Lost Battalion Hall, e desenvolveu sua força para um nível competitivo internacional. Krastev se inscreveu para obter a cidadania dos EUA para competir como americano nos Jogos Olímpicos de Barcelona de 1992, mas sua inscrição foi negada e, portanto, ele não pôde competir. Krastev eventualmente obteve sua cidadania americana e residiu no estado de Nova York.
Em 1990, Krastev participou do Campeonato Mundial de levantamento de peso básico sob as regras da International Powerlifting Federation (IPF). Ele estava em segundo na prova do agachamento (390 kg), mas não conseguiu resultado no supino, não fez tentativas no levantamento terra e não obteve resultado no total.
Morreu no dia 9 de julho de 2020, aos 58 anos, em um acidente de trânsito no Minnesota.

## Quadro de resultados
no levantamento peso olímpico
| Ano  | Competição                   | Lugar              | Total    | Posição | Arranque | Posição | Arremesso | Posição | Classe de peso |
| ---- | ---------------------------- | ------------------ | -------- | ------- | -------- | ------- | --------- | ------- | -------------- |
| 1979 | Campeonato Mundial Júnior    | Debrecen           | 385 kg   | 2.      | 172,5 kg | 1.      | 212,5 kg  | 2.      | +110 kg        |
| 1981 | Campeonato Mundial Júnior    | Lignano Sabbiadoro | 407,5 kg | 1.      | 190 kg   | 1.      | 217,5 kg  | 1.      | +110 kg        |
| 1981 | Campeonato Mundial e Europeu | Lille              |          |         | 185 kg   | 3.      |           |         | +110 kg        |
| 1982 | Campeonato Mundial e Europeu | Ljubljana          | 442,5 kg | 2.      | 200 kg   | 1.      | 242,5 kg  | 2.      | +110 kg        |
| 1983 | Campeonato Mundial e Europeu | Moscou             | 427,5 kg | 3.      | 190 kg   | 5.      | 237,5 kg  | 3.      | +110 kg        |
| 1984 | Campeonato Europeu           | Vitoria-Gasteiz    | 445 kg   | 2.      | 195 kg   | 2.      | 250 kg    | 2.      | +110 kg        |
| 1985 | Campeonato Mundial           | Södertälje         | 437,5 kg | 1.      | 202,5 kg | 1.      | 235 kg    | 4.      | +110 kg        |
| 1986 | Campeonato Europeu           | Karl-Marx-Stadt    | 450 kg   | 1.      | 207,5 kg | 1.      | 242,5 kg  | 2.      | +110 kg        |
| 1986 | Campeonato Mundial           | Sófia              | 460 kg   | 1.      | 215 kg   | 1.      | 245 kg    | 2.      | +110 kg        |
| 1987 | Campeonato Europeu           | Reims              | 467,5 kg | 1.      | 215 kg   | 1.      | 252,5 kg  | 1.      | +110 kg        |
| 1987 | Campeonato Mundial           | Ostrava            | 460 kg   | 3.      | 215 kg   | 1.      | 245 kg    | 4.      | +110 kg        |
| 1988 | Campeonato Europeu           | Cardiff            | 447,5 kg | 2.      | 202,5 kg | 2.      | 245 kg    | 3.      | +110 kg        |

Os campeonatos mundiais e europeus de 1981, 1982 e 1983 foram organizados conjuntamente.

## Quadro de recordes
Krastev definiu cinco recordes mundiais ao longo de sua carreira — quatro no arranque e um no total combinado. Sua marca de 216 kg no arranque foi igualada apenas por Behdad Salimi nos Jogos Olímpicos de 2016, e superada no Campeonato Europeu de 2017 por Lasha Talakhadze. O recorde de Krastev deixou de ser oficial após a reestruturação das classes de peso em 1993.
| Data       | Disciplina | Marca    | Classe de peso | Lugar   |
| ---------- | ---------- | -------- | -------------- | ------- |
| 15.11.1986 | Arranque   | 212,5 kg | Superpesado    | Sofia   |
| 15.11.1986 | Arranque   | 215 kg   | Superpesado    | Sofia   |
| 09.05.1987 | Arranque   | 215,5 kg | Superpesado    | Reims   |
| 09.05.1987 | Total      | 467,5 kg | Superpesado    | Reims   |
| 13.09.1987 | Arranque   | 216 kg   | Superpesado    | Ostrava |